# Битва при Краоне (1592)
Битва при Краоне — сражение в районе города Краон в 1592 году в рамках Восьмой (и последней) Религиозной войны во Франции («Войны трёх Генрихов») и Англо-испанской войны (1585—1604) между французской королевской армии герцога Франсуа де Монпансье и принца Конти, усиленной английским контингентом, против объединённых сил Испании и Католической лиги. Краон был осаждён армией Генриха IV, но защитники при поддержке католических войск, набранных Филиппом Эммануэлем, герцогом де Меркёр, сопротивлялись. В конце концов Краон был занят испанцами дона Хуана дель Агила, которые разгромили осаждающую армию.

## Предыстория
Командир сил Католической лиги в Майенне, герцог Филипп Эммануэль де Меркёр, губернатор Бретани, приказал своему главному лейтенанту, Юрбену де Лаваль-Буадофену, маркизу де Сабле, укрепить Краон. В 1590 году Меркёр восстал против вступившего на престол Франции гугенота Генриха IV и стал главой Католической лиги Бретани, стремясь восстановить автономию Бретани, и провозгласил себя защитником католической веры в регионе.
Герцог Меркёр имел поддержку католического короля Филиппа II Испанского, который послал ему 7000 испанских солдат, высадившихся в устье реки Блаве, под командованием дона Хуана дель Агила.
8 февраля 1592 года Генрих IV решил взять город Краон. Его кузены, Франсуа де Монпансье и принц Конти, тайно собрались в Лавале, чтобы организовать атаку. Монпансье прибыл со своей армией 14 апреля 1592 года, опираясь на 1200 английских солдат и 800 немецких наемников, и осадил город. 20 мая 1592 года Меркёр и маркиз де Сабле прибыли со своими войсками, чтобы защитить Краон.

## Битва
Оборона Краона католическими войсками против французских войск Монпансье и Конти была героической. 22 мая 1592 года испано-католическая армия достигла Краона во главе с Хуаном дель Агила и герцогом Меркёром и неожиданно атаковала левый фланг осаждавшей город англо-французской армии. Одновременно осажденные яростно атаковали правый фланг осаждавших, что в итоге принесло им блестящую победу. Под покровом ночи Монпансье удалился в Лаваль, а затем в Ренн.
Испанцы захватили всю артиллерию, боеприпасы, обоз и знамёна врага. Захваченные в плен английские солдаты были почти поголовно казнены в качестве мести за разгром англичанами испанской Великой Армады.

## Последствия
Жером де Аррандон, французский командир, которому было поручено отбить Энбон у Меркёра, быстро убедился, что испанцы вели себя как завоеватели и не признавали никаких авторитетов, кроме своего короля, Филиппа Испанского.
Всего несколько дней спустя Лаваль перешел в руки Католической лиги. 23 мая 1592 года принц Конти отступил в Шато-Гонтье. Герцог Меркёр и маркиз де Сабле вошли в Лаваль и взяли Шато-Гонтье, после чего маркиз принял управление Лавалем, а Луи Шампань стал губернатором Шато-Гонтье.